# Leysdown
Leysdown es una parroquia civil del distrito de Swale, en el condado de Kent (Inglaterra). La parroquia incluye Leysdown-on-Sea, Bay View, Harty y Shellness.

## Geografía
Leysdown se encuentra en el este de la isla de Sheppey y, según la Oficina Nacional de Estadística británica, tiene una superficie de 20,74 km².

## Demografía
Según el censo de 2001, Leysdown tenía 1245 habitantes (50,52% varones, 49,48% mujeres) y una densidad de población de 60,03 hab/km². El 13,57% eran menores de 16 años, el 77,67% tenían entre 16 y 74 y el 8,76% eran mayores de 74. La media de edad era de 46,65 años. Del total de habitantes con 16 o más años, el 21,47% estaban solteros, el 56,78% casados y el 21,75% divorciados o viudos.
El 95,34% de los habitantes eran originarios del Reino Unido. El resto de países europeos englobaban al 2,73% de la población, mientras que el 1,93% había nacido en cualquier otro lugar. Según su grupo étnico, el 98,23% eran blancos, el 0,72% mestizos, el 0,32% asiáticos y el 0,72% de cualquier otro salvo negros y chinos. El cristianismo era profesado por el 75,98%, el judaísmo por el 0,32%, el islam por el 0,64% y cualquier otra religión, salvo el budismo, el hinduismo y el sijismo, por el 0,24%. El 12,45% no eran religiosos y el 10,36% no marcaron ninguna opción en el censo.
430 habitantes eran económicamente activos, 378 de ellos (87,91%) empleados y 52 (12,09%) desempleados. Había 582 hogares con residentes, 40 vacíos y 168 eran alojamientos vacacionales o segundas residencias.